# Just Dance Kids 2014
Just Dance Kids 2014 es un videojuego de 2013 para Wii, Wii U y Kinect para Xbox 360 que forma parte de la franquicia Just Dance de Ubisoft. Al igual que sus predecesores, Just Dance Kids 2014 es un videojuego de música basado en baile con énfasis en canciones populares entre los niños. El juego fue lanzado el 22 de octubre de 2013 en Norteamérica, el 24 de octubre de 2013 en Australia y el 25 de octubre de 2013 en Europa y contiene 31 canciones. La música estuvo a cargo de Boston Soundlabs, con David Ortega como productor musical ejecutivo.
Just Dance Kids 2014 fue la tercera y última entrega producida de la serie derivada Just Dance Kids. Los futuros juegos de Just Dance empezando con Just Dance 2018 y terminando con Just Dance 2022 presentaron una opción de juego separada llamada Modo Niños.

## Lista de canciones
| Canción                                 | Artista                            | Año  |
| --------------------------------------- | ---------------------------------- | ---- |
| "7 8 9"*                                | The Barenaked Ladies               | 2008 |
| "Day-O (The Banana Boat Song)"          | Harry Belafonte                    | 1956 |
| "Do You Love Me"                        | The Contours                       | 1962 |
| "Fireflies"                             | Owl City                           | 2009 |
| "Footloose"                             | Kenny Loggins                      | 1984 |
| "Fraggle Rock Theme"                    | Cast of Fraggle Rock               | 1983 |
| "The Freeze Game"                       | Yo Gabba Gabba!                    | 2008 |
| "Get Down On It"                        | Kool & The Gang                    | 1981 |
| "Get Ready to Wiggle"                   | The Wiggles                        | 1999 |
| "Give Your Heart a Break"               | Demi Lovato                        | 2011 |
| "Hickory Dickory Dock"                  | Tom Zehnder                        | 2013 |
| "Hit Me With Your Best Shot"            | Pat Benatar                        | 1980 |
| "Hit the Lights"                        | Selena Gomez & the Scene           | 2012 |
| "The Hustle"                            | Van McCoy                          | 1975 |
| "I Like to Move It"                     | Reel 2 Real feat. The Mad Stuntman | 1993 |
| "Interstellar Simon"                    | Color Theory                       | 2001 |
| "Magic Carpet Ride"                     | Ken Sydney Maine                   | 2009 |
| "Make It Shine (Victorious Theme Song)" | Victoria Justice                   | 2010 |
| "Mary Had a Little Lamb"                | Tom Zehnder                        | 2013 |
| "One Thing"                             | One Direction                      | 2012 |
| "Party in the Kitchen"                  | Tom Zehnder                        | 2013 |
| "A Pirate You Shall Be"                 | Tom Zehnder                        | 2001 |
| "Power Ups"                             | LeetStreet Boys                    | 2013 |
| "Problem"                               | Becky G feat. will.i.am            | 2012 |
| "Put Your Hearts Up"                    | Ariana Grande                      | 2011 |
| "Ready or Not"                          | Bridgit Mendler                    | 2012 |
| "Shout"                                 | The Isley Brothers                 | 1959 |
| "Skip to My Lou"                        | Tom Zehnder                        | 2013 |
| "The Tiki Tiki Tiki Room"               | Robert & Richard Sherman           | 1963 |
| "Walking on Sunshine"                   | Katrina and the Waves              | 1985 |
| "We Go Well Together"                   | Goldheart                          | 2013 |